# Philharmostes garciabesi
Philharmostes garciabesi är en skalbaggsart som beskrevs av Martinez 1970. Philharmostes garciabesi ingår i släktet Philharmostes och familjen Hybosoridae. Inga underarter finns listade i Catalogue of Life.